# Jul (Rapper)

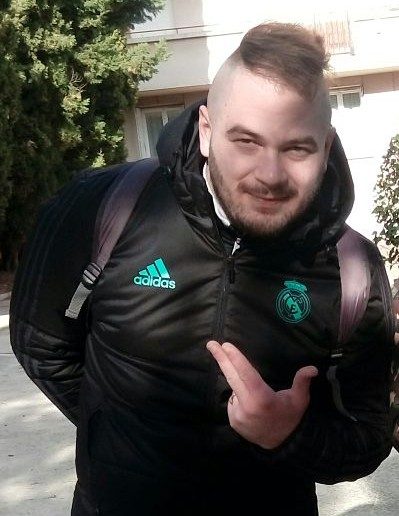
Jul (2018)

Jul (* 14. Januar 1990 in Marseille, Bouches-du-Rhône; bürgerlich Julien Mari) ist ein französischer Rapper.

## Leben
Jul wuchs im Marseiller Stadtteil Saint-Jean-du-Désert auf. Im Alter von dreizehn Jahren begann er mit rappen.
Nachdem er mit 17 Jahren von seinem Ausbildungsplatz verwiesen wurde, half er zunächst seinem Vater bei der Konstruktion von Swimmingpools. Er beschrieb das Arbeiten jedoch als traumatisierend. Unter dem Pseudonym Juliano 135 wurde er als Produzent von dem Marseiller Plattenlabel Liga One Industry entdeckt und unter Vertrag genommen. Unter seinem heutigen Pseudonym Jul trat er daraufhin der Rap-Gruppe Ghetto Phénomène bei, der unter anderem auch die Rapper Veazy, Houari, Friz und Bil-K angehörten.
Jul zählt insbesondere den Rapper Future zu seinen Einflüssen, was ihn unter anderem auch dazu bewegte, Autotune in seinen Liedern anzuwenden. Laut eigenen Angaben benötigt er etwa drei bis vier Stunden ein Lied zu produzieren. Der Hauptteil seiner Musikvideos wird in seinem Heimatstadtteil Saint-Jean-du-Désert gedreht.

## Karriere
Seine Debütsingle als Solokünstler Sort le cross volé wurde im November 2013 veröffentlicht. Auf YouTube erreichte das dazugehörige Video über 30 Millionen Aufrufe. Das Lied ist auch auf seinem ersten Studioalbum Dans ma paranoïa enthalten. Es erreichte Platz sieben der französischen Albumcharts und wurde mit Platin ausgezeichnet. Noch im gleichen Jahr erfolgte die Veröffentlichung des Mixtapes Lacrizeomic. Nur ein halbes Jahr später veröffentlichte er sein zweites Studioalbum Je trouve pas le sommeil und erreichte ebenso Platin-Status. Im Jahr 2015 erschienen seine bisher kommerziell erfolgreichsten Alben Je tourne en rond und My World. Mit letzterem erreichte er zum ersten Mal Platz eins der französischen Albumcharts und Diamant-Status, womit er über 500.000 Einheiten in Frankreich absetzen konnte. Im August 2015 verließ er das Label Liga One Industry und gründete zwei Monate später sein eigenes Label D’Or et de Platine. Auch die Projekte Émotions, L’Ovni und Je ne me vois pas briller erwiesen sich als erfolgreich und stellten weitere Nummer-eins-Platzierungen für den Künstler dar. Im Dezember 2016 absolvierte der Rapper seine erste Tour namens L’Ovni Tour. 2017 und 2018 veröffentlichte Jul vier weitere Studioalben Je ne me vois pas briller, La Tête dans les nuages, Inspi d'ailleurs sowie La zone en personne und erreichte mit jedem Projekt die Top 3 der französischen Albumcharts. Die Veröffentlichung seines elften Studioalbums Rien 100 rien wurde mit einem Veröffentlichungsfeier im Marseiller Stade Vélodrome eingeleitet. Im September 2019 erreichte sein YouTube-Kanal insgesamt über zwei Milliarden Aufrufe.

## Diskografie
Studioalben

| Jahr | Titel Musiklabel                               | Höchstplatzierung, Gesamtwochen, AuszeichnungChartplatzierungen (Jahr, Titel, Musiklabel, Platzierungen, Wochen, Auszeichnungen, Anmerkungen) | Höchstplatzierung, Gesamtwochen, AuszeichnungChartplatzierungen (Jahr, Titel, Musiklabel, Platzierungen, Wochen, Auszeichnungen, Anmerkungen) | Höchstplatzierung, Gesamtwochen, AuszeichnungChartplatzierungen (Jahr, Titel, Musiklabel, Platzierungen, Wochen, Auszeichnungen, Anmerkungen) | Anmerkungen                                                 |
| Jahr | Titel Musiklabel                               | FR | BEW | CH | Anmerkungen                                                 |
| ---- | ---------------------------------------------- | --- | --- | --- | ----------------------------------------------------------- |
| 2014 | Dans ma paranoïa Liga One Industry             | FR7 ×3Dreifachplatin · (36 Wo.)FR | BEW56 (57 Wo.)BEW | — | Erstveröffentlichung: 24. Februar 2014 Verkäufe: + 300.000  |
| 2014 | Je trouve pas le sommeil Liga One Industry     | FR8 ×2Doppelplatin · (43 Wo.)FR | BEW76 (34 Wo.)BEW | — | Erstveröffentlichung: 8. Dezember 2014 Verkäufe: + 200.000  |
| 2015 | Je tourne en rond Liga One Industry            | FR2 ×2Doppelplatin · (43 Wo.)FR | BEW21 (13 Wo.)BEW | — | Erstveröffentlichung: 8. Juni 2015 Verkäufe: + 200.000      |
| 2015 | My World D’Or et de Platine                    | FR1 Diamant · (101 Wo.)FR | BEW16 (126 Wo.)BEW | — | Erstveröffentlichung: 4. Dezember 2015 Verkäufe: + 500.000  |
| 2016 | Émotions D’Or et de Platine                    | FR1 Diamant · (105 Wo.)FR | BEW3 (29 Wo.)BEW | — | Erstveröffentlichung: 24. Juni 2016 Verkäufe: + 500.000     |
| 2016 | L’Ovni D’Or et de Platine                      | FR1 Diamant · (104 Wo.)FR | BEW11 (35 Wo.)BEW | CH52 (1 Wo.)CH | Erstveröffentlichung: 2. Dezember 2016 Verkäufe: + 500.000  |
| 2017 | Je ne me vois pas briller D’Or et de Platine   | FR1 ×3Dreifachplatin · (81 Wo.)FR | BEW2 (25 Wo.)BEW | CH24 (1 Wo.)CH | Erstveröffentlichung: 30. Juni 2017 Verkäufe: + 300.000     |
| 2017 | La tête dans les nuages D’Or et de Platine     | FR3 ×3Dreifachplatin · (87 Wo.)FR | BEW21 (32 Wo.)BEW | CH51 (1 Wo.)CH | Erstveröffentlichung: 1. Dezember 2017 Verkäufe: + 300.000  |
| 2018 | Inspi d’ailleurs D’Or et de Platine            | FR1 ×3Dreifachplatin · (113 Wo.)FR | BEW4 (23 Wo.)BEW | CH20 (2 Wo.)CH | Erstveröffentlichung: 29. Juni 2018 Verkäufe: + 300.000     |
| 2018 | La zone en personne D’Or et de Platine         | FR2 ×3Dreifachplatin · (155 Wo.)FR | BEW22 (73 Wo.)BEW | CH50 (2 Wo.)CH | Erstveröffentlichung: 7. Dezember 2018 Verkäufe: + 300.000  |
| 2019 | Rien 100 Rien D’Or et de Platine               | FR2 ×3Dreifachplatin · (156 Wo.)FR | BEW4 (96 Wo.)BEW | CH13 (7 Wo.)CH | Erstveröffentlichung: 14. Juni 2019 Verkäufe: + 300.000     |
| 2019 | C’est pas des LOL D’Or et de Platine           | FR1 ×3Dreifachplatin · (152 Wo.)FR | BEW17 (68 Wo.)BEW | CH20 (3 Wo.)CH | Erstveröffentlichung: 6. Dezember 2019 Verkäufe: + 300.000  |
| 2020 | La machine D’Or et de Platine                  | FR1 ×3Dreifachplatin · (152 Wo.)FR | BEW1 (39 Wo.)BEW | CH3 (6 Wo.)CH | Erstveröffentlichung: 19. Juni 2020 Verkäufe: + 300.000     |
| 2020 | Loin du monde D’Or et de Platine               | FR1 ×2Doppelplatin · (146 Wo.)FR | BEW7 (49 Wo.)BEW | CH17 (5 Wo.)CH | Erstveröffentlichung: 18. Dezember 2020 Verkäufe: + 200.000 |
| 2021 | Demain ça ira D’Or et de Platine               | FR1 ×2Doppelplatin · (153 Wo.)FR | BEW1 (54 Wo.)BEW | CH5 (9 Wo.)CH | Erstveröffentlichung: 25. Juni 2021 Verkäufe: + 200.000     |
| 2021 | Indépendance D’Or et de Platine                | FR4 ×2Doppelplatin · (154 Wo.)FR | BEW9 (47 Wo.)BEW | CH13 (5 Wo.)CH | Erstveröffentlichung: 10. Dezember 2021 Verkäufe: + 200.000 |
| 2022 | Extraterrestre D’Or et de Platine              | FR1 ×2Doppelplatin · (… Wo.)FR | BEW1 (30 Wo.)BEW | CH4 (7 Wo.)CH | Erstveröffentlichung: 3. Juni 2022 Verkäufe: + 200.000      |
| 2022 | Cœur blanc D’Or et de Platine                  | FR1 ×2Doppelplatin · (… Wo.)FR | BEW3 (54 Wo.)BEW | CH3 (12 Wo.)CH | Erstveröffentlichung: 9. Dezember 2022 Verkäufe: + 200.000  |
| 2023 | C’est quand qu’il s’éteint? D’Or et de Platine | FR1 ×2Doppelplatin · (… Wo.)FR | BEW1 (29 Wo.)BEW | CH5 (3 Wo.)CH | Erstveröffentlichung: 9. Juni 2023 Verkäufe: + 200.000      |
| 2023 | La route est longue D’Or et de Platine         | FR1 ×2Doppelplatin · (… Wo.)FR | BEW2 (40 Wo.)BEW | CH3 (7 Wo.)CH | Erstveröffentlichung: 8. Dezember 2023 Verkäufe: + 200.000  |
| 2024 | Décennie D’Or et de Platine                    | FR1 Platin · (… Wo.)FR | BEW2 (26 Wo.)BEW | CH7 (… Wo.)CH | Erstveröffentlichung: 19. Januar 2024 Verkäufe: + 100.000   |
| 2024 | Mise à jour D’Or et de Platine                 | FR1 Platin · (… Wo.)FR | BEW4 (23 Wo.)BEW | CH7 (7 Wo.)CH | Erstveröffentlichung: 7. Juni 2024 Verkäufe: + 100.000      |
| 2024 | Inarrêtable D’Or et de Platine                 | FR1 Platin · (… Wo.)FR | BEW9 (… Wo.)BEW | CH6 (… Wo.)CH | Erstveröffentlichung: 6. Dezember 2024 Verkäufe: + 100.000  |